# 5ire
5ire هي شركة بلوكتشين هندي تأسست عام 2021.
في يوليو 2022، أعلنت الشركة أنها تموّلت بمقدار 100 مليون دولار في جولة تمويل أخرى، وهو ما جعل القيمة السوقية الإجمالي للشركة 1.5 مليار دولار، ومن هنا أصبحت شركة وحيدة القرن.
تستخدم 5ire تقنية بلوكتشين بها تسمى إثبات الحصة (Proof-of-stake). تهدف هذه التقنية إلى تقليل استهلاك الطاقة بشكل كبير مقارنةً بتقنيات البلوكتشين الأخرى، مثل برهان العمل (Proof-of-Work).
دخلت 5ire في شراكات مع العديد من المنظمات العامة والخاصة، بما في ذلك:
- مجلس التعليم الفني لعموم الهند: تهدف هذه الشراكة إلى تطوير حلول بلوكتشين لتعزيز الكفاءة والشفافية في قطاع التعليم.[4]
- جامعة أبو ظبي: تهدف هذه الشراكة إلى تطوير برامج تعليمية وبحثية حول تقنية البلوكتشين.[5]
- شرطة جوا (Goa Police) : تهدف هذه الشراكة إلى تطوير نظام إدارة سجلات الشرطة باستخدام تقنية البلوكتشين.[6]

## وصلات خارجية
- الموقع الرسمي

لا توجد روابط لمواقع التواصل الاجتماعي.